# 1999 XV69
1999 XV69 är en asteroid i huvudbältet som upptäcktes den 7 december 1999 av LINEAR i Socorro County, New Mexico.
Den tillhör asteroidgruppen Nysa.